# Ореховка (Дзержинский район)
Оре́ховка (бел. Арэ́хаўка) — деревня в составе Дзержинского сельсовета Дзержинского района Минской области Беларуси. Деревня расположена в 4 километрах от Дзержинска, 36 километрах от Минска и 2 километрах от железнодорожной станции Койданово.

## История
Во 2-й половине XIX века—начале XX века в Минского уезда Минской губернии, в составе Гороховищанской сельской общины. В 1897 году, по данным первой Всероссийской переписи в Ореховке — 18 дворов, 115 жителей. В 1917 году — насчитывалось 19 дворов, проживали 106 жителей.
9 марта 1918 года в составе провозглашённой Белорусской Народной Республики, однако фактически находилась под контролем германской администрации. С 1 января 1919 года в составе Советской Социалистической Республики Белоруссия, а с 27 февраля того же года в составе Литовско-Белорусской ССР, летом 1919 года деревня была занята польскими войсками, после подписания рижского мира — в составе Белорусской ССР. 
С 20 августа 1924 года в составе Макавчицкого сельсовета Койдановского района Минской округа. 29 июля 1932 года Койдановский район был переименован в Дзержинский. С 23 марта 1932 года в составе Фанипольского сельсовета, с 31 июля 1937 года в составе Минского, с 4 февраля 1939 года вновь в составе Дзержинского района, с 20 февраля 1938 года в Минской области. В годы коллективизации организован колхоз. 
В Великую Отечественную войну с 28 июля 1941 года до 7 июля 1944 года посёлок был оккупирован немецко-фашистскими захватчиками. В послевоенные годы, с 1954 года, Ореховка в составе в Дзержинского сельсовета, проживали 50 жителей. Входила в колхоз имени Дзержинского. По состоянию на 2009 год в составе СПК «Крутогорье-Петковичи», в деревне действуют свиноводческий комплекс, сельклуб, библиотека и продуктовый магазин.

## Население
| Численность населения (по годам) | Численность населения (по годам) | Численность населения (по годам) | Численность населения (по годам) | Численность населения (по годам) | Численность населения (по годам) | Численность населения (по годам) | Численность населения (по годам) |
| 1897                             | 1909                             | 1917                             | 1960                             | 1999                             | 2004                             | 2010                             | 2017                             |
| -------------------------------- | -------------------------------- | -------------------------------- | -------------------------------- | -------------------------------- | -------------------------------- | -------------------------------- | -------------------------------- |
| 115                              | ↘ 35                             | ↗ 106                            | ↘ 50                             | ↘ 5                              | ↗ 7                              | → 7                              | ↗ 8                              |
| 2018                             | 2020                             | 2022                             |                                  |                                  |                                  |                                  |                                  |
| → 8                              | → 8                              | ↗ 9                              |                                  |                                  |                                  |                                  |                                  |